# スコイネウス
スコイネウス（古希: Σχοινεύς, Schoeneus）は、ギリシア神話の人物である。主に、
- アタマースの子
- アウトノオスの子

が知られている。以下に説明する。

## アタマースの子
このスコイネウスは、ボイオーティア地方の都市オルコメノスの王アタマースとテミストーの子で、レウコーン、エリュトリオス、プトーオスと兄弟。クリュメノス、一説によると女狩人として名高いアタランテーの父。アルカディアー地方の都市メテュドリオン近郊にスコイネウスにちなんだスコイヌスという地名があり、スコイネウスはボイオーティア地方からアルカディアー地方に移住したらしいとパウサニアースは述べている。ヒュギーヌスによると、スコイネウスはアルカディアー地方の王である。

## アウトノオスの子
このスコイネウスは、メラネウスの子アウトノオスとヒッポダメイアの子で、エローディオス、アントス、アカントス、アカンティスと兄弟。アントーニーヌス・リーベラーリスの物語によると、彼ら親子はアントスが馬に食い殺されたとき、アントスの死を深く嘆いたため、ゼウスとアポローンによって彼らを鳥に変えられた。